# Toccata und Fuge d-Moll BWV 538
Die Toccata und Fuge in d-Moll, BWV 538 ist ein Orgelstück von Johann Sebastian Bach. BWV 538 trägt den gleichen Titel wie die bekanntere Toccata und Fuge d-Moll BWV 565, wird jedoch oft mit dem Beinamen dorische versehen – Grund dafür ist die für d-Moll heute unübliche Schreibweise ohne Generalvorzeichen, die auf den ersten Blick den dorischen Modus vermuten lässt.
Die beiden Werke unterscheiden sich musikalisch sehr voneinander. Ähnlich der Fantasie und Fuge c-Moll BWV 562 ist BWV 538 beinahe monothematisch. Die Toccata beginnt mit einem motorischen Sechzehntel-Motiv, das sich nahezu ununterbrochen bis zum Ende fortsetzt, und enthält ungewöhnlich kunstvolle Concertato-Effekte. Bach notiert sogar Manualwechsel für den Organisten, eine sowohl für die damalige Zeit als auch für Bachs Orgelwerke ungewöhnliche Vorgehensweise.
Die Fuge, ebenfalls in d-Moll, ist lang und komplex und beinhaltet ein recht archaisch klingendes Thema, das markante Synkopierungen und drei Sprünge nach oben in reinen Quarten aufweist. Die strikte kontrapunktische Entwicklung wird erst in den letzten vier Takten abgebrochen, wo das Stück mit einigen massiven Akkorden über dem Orgelpunkt auf der Dominante zu einem eindrucksvollen Ende gelangt. Die Fuge von BWV 538 ist der Fuge von BWV 540 sehr ähnlich. Beide weisen ein Allabreve-Metrum auf; beide bedienen sich Themen aus ganzen Noten und synkopierten halben Noten mit einem Rhythmus konstanter Achtel statt der Sechzehntel, die sich in den meisten Fugen Bachs finden; beide enthalten Chromatismen, Vorhalte sowie eine ununterbrochene Folge von Themen und Beantwortungen.

## Hörbeispiele
„Dorische“ Toccata, 2011ⓘ

Jarle Fagerheim plays Bach
- Toccata: Michael Schneider an der Orgel des Schleswiger Doms (YouTube-Video)
- Toccata: Aarnoud de Groen an der Orgel der Bethlehemkerk, Den Haag (YouTube-Video)